# Doug Braithwaite
Pour les articles homonymes, voir Braithwaite.
Doug Braithwaite est un dessinateur de bande dessinée britannique.

## Biographie
Depuis la fin des années 80, on le découvre sur des titres de la branche britannique de Marvel et sur quelques séries emblématiques anglaises comme Juge Dredd ou Dr Who. Fréquemment réclamé aux États-Unis, on le retrouve sur des titres comme le Punisher, Hulk et Batman.
En 2005, après ses expériences avec Jim Kruger et Alex Ross, il est crédité à nouveau à leurs côtés sur le projet intitulé Justice, publié ensuite en France.

## Prix et récompenses
- 2010 : Prix Eisner du meilleur recueil pour Absolute Justice (avec Alex Ross et Jim Krueger)